# Zec de la Rivière-Bonaventure
Pour les articles homonymes, voir Bonaventure.
La Zec Rivière-Bonaventure est une zone d'exploitation contrôlée située dans le territoire non organisé de Rivière-Bonaventure, dans Bonaventure (municipalité régionale de comté), dans la région administrative Gaspésie-Îles-de-la-Madeleine, au Québec, au Canada. L'économie de la zec est surtout axée sur la pêche sportive au saumon.

## Géographie
Longue de 199 km, la zec est la plus longue zec de rivière à saumon du Québec ; la seconde étant la zec de la Rivière-Sainte-Marguerite située au nord de la rivière Saguenay.
La zec Rivière-Bonaventure est située au centre-sud de la péninsule gaspésienne. Son territoire est en forme de ruban étroit sur le parcours de la rivière Bonaventure et son tributaire la rivière Bonaventure Ouest. Son territoire est du domaine public à 78 % et le reste au domaine privé. 
La rivière Bonaventure prend sa source au sud de la municipalité de Murdochville, soit à une dizaine de kilomètres au nord du lac Bonaventure (1,2 km de longueur) dans le massif des Chic-Chocs, à 487 m d'altitude, dans le parc de la Gaspésie. Son principal tributaire de la rive Ouest est la rivière Bonaventure Ouest, à 183 m d'altitude; et la rivière Garin pour la rive Est. La rivière Bonaventure coule droit vers le Sud sur 125 kilomètres pour aller se déverser sur la rive Nord de la baie des Chaleurs, dans la grande baie de Bonaventure qui comporte plusieurs îles. La zec exploite un segment d'environ 65 kilomètres sur cette rivière pour la pêche sportive au saumon.
La zec est facilement accessible par la route par le chemin Garin, à partir de la route 132 qui longe la baie des Chaleurs, jusqu'au kilomètre 65, soit jusqu'à l'embouchure de la rivière Bonaventure Ouest (aussi désignée populairement "Big Ouest"). Au-delà de ce point, les routes forestières entre les kilomètres 65 à 115 sont plus difficiles d'accès, et la navigation également à cause de la dénivellation de la rivière.

## Pêche au saumon
Cette rivière se caractérise par ses eaux froides qui sont d'une limpidité exceptionnelle, soit un facteur clé assurant de bonnes conditions de pêche au saumon. Cette clarté des eaux est causée par le fait que la rivière coule sur un fond rocheux, comportant par endroits des cailloux et des galets.
L'économie de la pêche sportive au saumon est sous l'égide de deux organisations qui se partagent l’exploitation de la ressource saumon: l’Association des pêcheurs sportifs de la Bonaventure et le Club de pêche au saumon « Le Canadien ». 
Dans le territoire de la zec, de nombreuses fosses se pêchent à gué. Néanmoins, en cas de crue élevée des eaux, l’usage d'une embarcation de rivière s'avère primordial. Les eaux de la rivière Bonaventure sont habitées par sept espèces de poissons (listés en ordre d'importance): le saumon, l'omble de fontaine, l'anguille d'Amérique, le meunier rouge, l'épinoche à trois épines, l'éperlan arc-en-ciel et le naseux noir.
Annuellement, plus de 20 000 plaisanciers descendent le courant de la rivière en embarcation (non motorisées) de rivière : canots, kayak... La rivière affiche un débit d'eau constant et offre des rapides de classe I à III.

## Toponymie
Selon la Commission de toponymie du Québec, le terme "Bonaventure" figure dans 73 toponymes sur le territoire du Québec. Plusieurs toponymes "Bonaventure" du secteur sont associés : la zec, le territoire non organisé, le lac, la rivière, la rivière ouest et la ville de Bonaventure.
Le toponyme "Rivière Bonaventure" est interrelié à quatre toponymes de même origine et qui sont des entités du même secteur de la Gaspésie: la zone d'exploitation contrôlée (Zec), le territoire non organisé (TNO), la municipalité et le hameau. Le toponyme Zec de la Rivière-Bonaventure a été officialisé le 5 août 1982 à la Banque des noms de lieux de la Commission de toponymie du Québec.